# Magozott Cseresznye
A Magozott Cseresznye egy magyar nemzeti rockzenekar. 1989-ben alakultak meg Óbudán.
Mazula Imre volt az alapító tag. 1991-ben adták ki legelső kazettájukat, a Viking Klubban. Ugyanezen a helyen már többször is fellépett az együttes. A zenekart karrierjük kezdetén még az Oi! műfaj rajongói szerették meg. 1992-re már a nemzeti rock műfaj úttörője lett a Magozott Cseresznye. Fő hatásukként a korábban alakult Egészséges Fejbőr együttest jelölték meg. Többször koncerteztek már, 2013-ban például a példaképnek számító Egészséges Fejbőrrel együtt léptek fel. 2014-ben ünnepelték huszonötödik évfordulójukat, ezért jubileumi koncertet adtak a Club 202-ben. Az együttes a szintén nemzeti rockot játszó Szkítiával együtt lépett fel (utóbbi zenekar pedig a tizedik évfordulóját ünnepelte).
A zenekar kultikus együttessé nőtte ki magát a nemzeti rock műfaj kedvelőinek körében.

## Tagok
- Héri Attila – dob
- Czeróczky József – basszusgitár
- Bíró Tamás – szólógitár
- Mazula Imre – ének, gitár
- Pad Richárd – billentyűs hangszerek

## Diszkográfia
- Múlt és jelen (1991)
- A mi hazánk (1992)
- Nincs több kegyelem (1993)
- Az utolsó szó jogán (1994)
- Magyar baka dalok (1995)
- Oi-mánia (1995)
- Kimagozva (1996)
- Cirkusz (2002)
- Pro Patria et Libertate (2004)
- Más tollával...Istenért, Hazáért (2007)
- Ébred már az oroszlán (2008)
- Negyedszázad (2014)
- Átmenet (2015)